# Air Conflicts: Secret Wars
Air Conflicts: Secret Wars is een vluchtsimulatiespel van spelontwikkelaar Bitcomposer Games voor de PC, PlayStation 3 en de Xbox 360. Het spel werd in 2011 uitgegeven en is een opvolger van Air Conflicts.

## Gameplay

### Singleplayer
De speler kan kiezen uit 7 verschillende campagnes die elk een stuk van de oorlog weergeven.
- Siege of Tobruk: Een campagne tussen Engeland en nazi-Duitsland. (mei tot december 1941)
- Fall Blau: Een campagne tussen de Sovjet-Unie en nazi-Duitsland. (maart tot september 1942)
- Operation Black: Een campagne omtrent Operatie Mostar in Joegoslavië. (januari tot juni 1943)
- Operation Belt: Een campagne omtrent ondersteuning van de Armia Krajowa in Polen. (augustus 1943 tot februari 1944)
- Operation Overlord: Een campagne omtrent de bevrijding van Frankrijk. (maart tot augustus 1944)
- Slovak National Uprising: Een campagne omtrent ondersteuning van het Slowaakse verzet. (augustus tot oktober 1944)
- Liberation: Een campagne omtrent de overwinning op nazi-Duitsland. (oktober 1944 tot april 1945)

### Multiplayer
Het spel herbergt een multiplayerfunctie waarmee men tot 8 personen tegelijk kan deelnemen aan een spel in 3 verschillende speelmodi.
- Deathmatch: In deze modus is het ieder voor zich. Elk vliegtuig dat de speler tegenkomt, dient hij neer te schieten. Degene die na een vooraf ingestelde tijd de meeste vliegtuigen heeft neergehaald, wint het spel.
- Team Deathmatch: In deze modus moet men met 3 teamgenoten het opnemen tegen een ander team. Na een bepaalde tijd is het spel afgelopen en de team dat het meeste vliegtuigen heeft neergehaald, wint.
- Destroy & Defend: Twee teams moeten het kamp van de ander vernietigen en het eigen kamp bewaken. Elk kamp bestaat uit circa tien doelen die gebombardeerd moeten worden met bommenwerpers. Spelers met jachtvliegtuigen zullen hun eigen kamp moeten bewaken tegen de bommenwerpers van het andere team.

## Vliegtuigen
Duitsland:
- Albatros D.V (WOI)
- Heinkel He 111 (WOII)
- Horten Ho 229 (WOII)
- Junkers Ju 87 Stuka (WOII)
- Messerschmitt 262 (WOII)
- Messerschmitt Bf 109 (WOII)

Sovjet-Unie:
- Bisnovat 5 (WOII)
- Iljoesjin DB-3 (WOII)
- Iljoesjin Il-2 Type 3 (WOII)
- Lavotsjkin La-5 (WOII)

Verenigd Koninkrijk:
- De Havilland Mosquito (WOII)
- Gloster Meteor (Naoorlogs)
- Sopwith Camel (WOI)
- Supermarine Spitfire Mk IX (WOII)

Verenigde Staten:
- North American B-25 Mitchell (WOII)
- Zenith Z6A (WOII)

## Ontvangst
| Beoordeeld door      | Platform      | Datum        | Score |
| -------------------- | ------------- | ------------ | ----- |
| PC Games (Duitsland) | Windows       | juli 2011    | 65%   |
| Jeuxvideo.com        | Windows       | 26 juli 2011 | 60%   |
| Jeuxvideo.com        | Xbox 360      | 26 juli 2011 | 60%   |
| Jeuxvideo.com        | PlayStation 3 | 26 juli 2011 | 60%   |